# Conus cylindraceus
Conus cylindraceus is een in zee levende slakkensoort uit het geslacht Conus. De slak behoort tot de familie Conidae. Conus cylindraceus werd in 1830 beschreven door Broderip & G.B. Sowerby I. Net zoals alle soorten binnen het geslacht Conus zijn deze slakken roofzuchtig en giftig. Zij bezitten een harpoenachtige structuur waarmee ze hun prooi kunnen steken en verlammen.